# Sophie Remiatte
Sophie Remiatte, née le 6 avril 1971 à Woippy, est une joueuse de handball internationale française, qui évoluait au poste d'arrière gauche.

## Biographie
Elle est appelée pour la première fois en équipe de France en mars 1993,.

## Palmarès

### En club
compétitions nationales
- championne de France en 1990, 1993, 1994, 1995 et 1996 (avec ASPTT Metz)
- vainqueur de la coupe de France en 1990 et 1994[5] (avec ASPTT Metz)
- finaliste de la coupe de France en 1992 et 1993[6] (avec ASPTT Metz)

### En équipe nationale
- Médaille d'argent aux Jeux méditerranéens de 1993 en Languedoc-Roussillon